# گونشلی (جلیل‌آباد)
گونشلی (به ترکی آذربایجانی: Günəşli، تا سال ۲۰۰۱ پوکروفکا Pokrovka) یک منطقه مسکونی در جمهوری آذربایجان است که در شهرستان جلیل‌آباد واقع شده است.